# Upang Mulya
Upang Mulya is een bestuurslaag in het regentschap Banyuasin van de provincie Zuid-Sumatra, Indonesië. Upang Mulya telt 1013 inwoners (volkstelling 2010).